# Stanisław Grodzki (przemysłowiec)

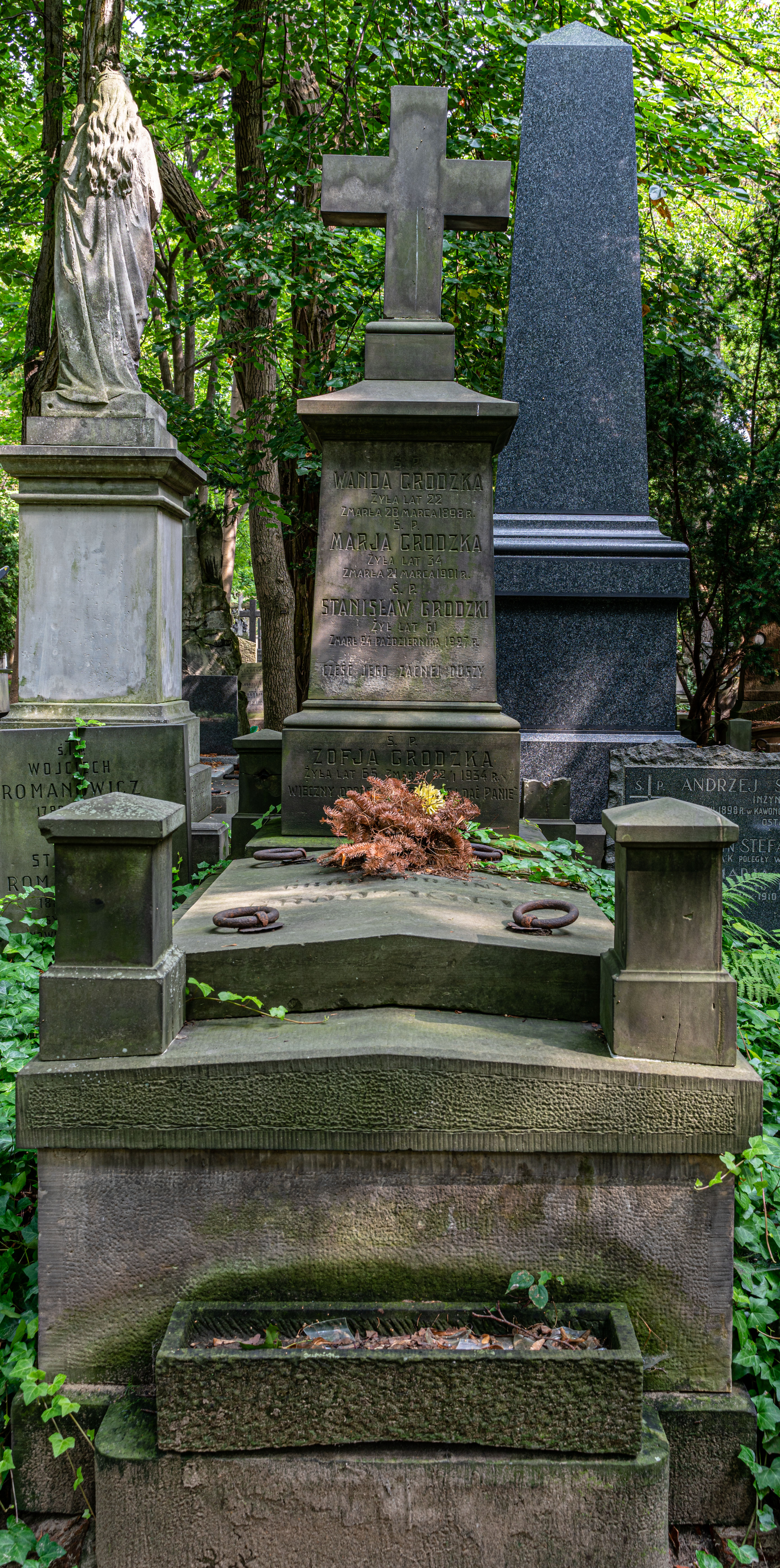
Grób Stanisława Grodzkiego na cmentarzu Powązkowskim

Stanisław Grodzki (ur. 1866 w Wędrogowie, zm. 24 października 1927) – przemysłowiec warszawski, inicjator motoryzacji w Polsce.

## Życiorys
Był synem Alfreda i Wandy z Tyzlerów. Prowadził w Warszawie rodzinną firmę „Alfred Grodzki” sprzedającą wszystko dla rolnictwa: od maszyn i narzędzi rolniczych do nasion. Współtwórca i działacz Towarzystwa Automobilistów Królestwa Polskiego. Po jego powstaniu w 1907 roku wszedł w skład zarządu pełniąc funkcję sekretarza generalnego. Był prezesem Automobilklubu Polski w okresie od 5 lutego 1923 do 31 sierpnia 1927 roku.
Zainteresowawszy się powstającą motoryzacją, po rozpoznawczej podróży, wybrał samochody niemieckie Karla Benza i francuskie - braci Peugeot. Stał się przedstawicielem tych marek w Królestwie Polskim. Pierwsze egzemplarze samochodów Benz znalazły się w Warszawie około 20 sierpnia 1896 roku i odbyły próby na podwórzu przedsiębiorstwa, przy ulicy Senatorskiej 33. Pierwsze jazdy uliczne miały miejsce 25 sierpnia 1896 roku na trasie: ulica Senatorska – Bielańska – plac Bankowy i z powrotem, a następnie Senatorska – plac Trzech Krzyży i z powrotem.
Stanisław Grodzki zwrócił się następnie do oberpolicmajstra o dopuszczenie ich do ruchu, co dokonało się 29 sierpnia 1896 roku, po osobistym sprawdzeniu zwrotności i hamulców. We wrześniu 1896 roku przedsiębiorstwo „Alfred Grodzki” znalazło pierwszego kupca na samochód. Następnie Stanisław Grodzki pozyskał reprezentację trójkołowca De Dion-Bouton.
Stanisław Grodzki wyruszył (wraz z dwoma członkami załogi) 10 lipca 1897 r. w pierwszy rajd samochodem Peugeot z silnikiem Daimler 1,25 KM. Zamierzał wziąć udział w rajdzie organizowanym przez francuski Automobilklub Paryż - Dieppe. Trasa była następująca: Warszawa – Sochaczew – Łowicz – Kutno – Krośniewice – Kłodawa – Koło – Konin – Słupca – Strzałkowo (granica) – Frankfurt nad Odrą – Berlin – Magdeburg – Hanower – Rheine – Venlo – Bruksela – Arras – Paryż. Do Paryża dotarli 26 lipca 1897 r. a następnie udali się do Dieppe nad kanałem La Manche, gdzie znaleźli się akurat w dzień po zakończeniu wyścigu samochodowego Paryż-Dieppe.
Zmarł 24 października 1927 roku. Pochowany na cmentarzu Powązkowskim w grobie rodzinnym, kwatera 42-2-15.

## Upamiętnienie
W stulecie (1997) tego wyczynu Juliusz Siudziński z Warszawy uczcił budując napędzaną silnikiem Fiata 126 replikę samochodu Grodzkiego, którą zamierzał dotrzeć również do Paryża. Ze względu na brak funduszy dojechał tylko do Poznania.